# 150 Нюйва
150 Нюйва (150 Nuwa) — астероїд головного поясу, відкритий 18 жовтня 1875 року.